# 西草净
西草净（英語：simetryn）是一种含硫均三嗪类除草剂，1,3,5-三嗪环的三个C原子分别连接一个硫醚和两个乙氨基，抑制植物的光合作用，从而阻断杂草的生长。
它可由2-氯-4,6-二(乙氨基)-1,3,5-三嗪在碱性条件下和二硫代碳酸-S,S-二甲酯反应得到。